# Kimecu no jaiba
A Kimecu no jaiba (鬼滅の刃; Hepburn: Kimetsu no yaiba) Gotóge Kojoharu által írt és illusztrált japán mangasorozat. A történet egy Kamado Tandzsiró nevű fiúról szól, aki démonvadász lesz, miután a családját lemészárolta egy démon a húga, Nezuko kivételével, aki démonná változott a támadás alatt. Tanjiro megesküszik hogy talál egy módot hogy Nezukot visszaváltoztassa emberré. Sorozatot készítettek belőle a Súkan Sónen Jump 2016 óta, és 17 kötet készült el 2019 októberéig. A sorozatot angolul a Viz Media és a Shueisha közölte.
Az anime televíziós adaptációja az Ufotable közvetítette 2019 április hatodikától. A 26. epizód levetítése után, rögtön jött a bejelentés, hogy 2020-ban érkezik a film is.

## Cselekmény
A Taisó-korabeli Japánban az intelligens és jószívű fiú Tanjiro Kamado aki a családjával él, a családnak az egyetlen kenyérkeresője lesz miután az apja meghal. De minden megváltozik amikor a családját démontámadás éri és megöli őket. Tanjiro és a húga Nezuko az egyetlen túlélők, de Nezuko démonná változott az incidens miatt, ennek dacára továbbra is jeleket mutat hogy képes emberi érzelmeket és gondolatokat megmutatni. Giyu Tomioka-val való találkozása után, Tanjiro be lesz sorozva démonvadásznak, hogy segíteni tudjon Nezuko állapotán és megbosszúlja családja halálát.

## Médiamegjelenések

### Manga
Koyoharu Gotōge illusztrálta és írta, a Demon Slayer: Kimetsu no Yaiba 2016-ban indult el a Shueisha 11 példányában, míg a Shōnen manga magazin 2016 február 15-én publikálta. Egy mellékszálát a történetnek pedig az Shonen Jump GIGA első száma publikálta 2016 július 20-án. Shueisha ezek után folyamatosan adta ki a sorozatot angolul a Manga Plus  szolgáltatáson keresztül 2019 januárja óta.
A Viz Media az első három részét a sorozatnak a digitális magazinján keresztül adta ki mint a Weekly Shonen Jump  "Jump Start" programja keretében. A San Diego Comic-Con-ni fórumukon, Viz bejelentette hogy engedélyezették a mangát az Észak Amerikai piacon.

#### Mellékszálak
A Kimetsu no yaiba Tomioka Giyū Gaiden, egy két részes mellékszála a fő sorozatnak, ami a Shueisha magazin 18. példányában publikáltak. A munka valóban Koyoharu-é, de Hirano rajzolta a mangát.
A Kimetsu no Aima!, szintén egy mellékszál, amit Ryōji Hirano készített, ez a manga a Csibi verzióit mutatta be a szereplőknek.

#### Light novelek
A Demon Slayer: Flower of Happiness című Light novel Gotōge és Aya Yajima készítette el, és 2019 február 4-én publikálták. A cselekmény Tanjiro és Zenitsu életét mesélik el mielőtt a sorozat elkezdőtött volna, de láthatunk apró részleteket is Aoi és Kanao életéből is. De ez a kötet tartalmaz egy olyan alternatív univerzumot is amikor a főszereplőink normális középiskolások.
A másik ilyen light novel a  Demon Slayer: One-Winged Butterfly, amit szintén Gotōge és Aya Yajima készítette el, és 2019 október 4-én adták ki Japánban. a történet Shinobu és Kanae Kocho életét mutatja be mielőtt beléptek volna démonvadásznak azután hogy Himejima Gyomei megmentette az életüket.

#### Anime
Az animét 2018 június 4-én jelentette be az Ufotable stúdió a Súkan Sónen Jump 27. számában.